# 中国人民解放军海军纪律检查委员会
中国共产党中国人民解放军海军纪律检查委员会，与中国人民解放军海军监察委员会合署办公，简称海军纪委监委，是中国人民解放军海军机关职能部门，负责中国人民解放军海军纪检监察工作。

## 沿革
1949年11月9日，中共中央发出《关于成立中央及各级党的纪律检查委员会的决定》。1952年，海军政治部副主任段德彰兼任中国共产党中国人民解放军海军纪律检查委员会书记。
1956年6月9日至19日，海军第一次党代表大会在北京举行。出席大会的代表307名，列席代表77名，中共海军党委书记萧劲光在大会上致开幕词，副书记苏振华代表海军党委作《海军建设7年来的工作和今后任务》的报告。大会选举产生了中国共产党中国人民解放军海军第一届委员会、中国共产党中国人民解放军海军监察委员会以及出席中国共产党第八次全国代表大会的代表。
1969年4月，中国共产党第九次全国代表大会通过的《中国共产党章程》取消了党的监察机关的条款，撤销了各级监察委员会。
1977年8月，中国共产党第十一次全国代表大会通过的《中国共产党章程》设置党的纪律检查委员会的条款。1979年1月，海军五届二次党委全会选举并报经中央军委批准，中国共产党中国人民解放军海军纪律检查委员会成立。1986年12月、1991年12月、1996年12月，先后召开中共中国人民解放军海军第六、第七、第八次代表大会，分别选举产生了新一届海军纪律检查委员会。
2016年，在深化国防和军队改革中，中国人民解放军海军设中国人民解放军海军纪律检查委员会，作为海军机关职能部门。
2018年3月，第十三届全国人民代表大会第一次会议通过《中华人民共和国监察法》，正式设立各级国家监察机关。《监察法》第六十八条规定：“中国人民解放军和中国人民武装警察部队开展监察工作，由中央军事委员会根据本法制定具体规定。”改革后，解放军海军机关设中国人民解放军海军纪律检查委员会（中国人民解放军海军监察委员会），海军纪委监委机关合署办公。”

## 机构设置
- 纪律检查局

……

## 历任领导
中国共产党中国人民解放军海军纪律检查委员会书记
- 段德彰 少将（1952年9月—1954年3月，海军政治部副主任兼；1954年5月—1956年1月，海军政治部副主任兼）

| 中国共产党中国人民解放军海军监察委员会书记 - 苏振华 上将（1956年1月—1956年6月，海军副政委兼） - 王宏坤 上将（1956年6月—1964年1月，海军副司令员兼） - 杜义德 中将（1964年1月—1969年4月，海军副政委兼） | 中国共产党中国人民解放军海军监察委员会副书记 - 罗舜初 中将（1956年1月—1956年6月，海军第二副司令员兼） - 段德彰 少将（1956年1月—1964年1月，海军政治部副主任、主任兼） - 袁也烈 少将（1956年6月—1964年1月，海军副参谋长兼） - 吴西 少将（1960年7月—1964年1月，海军军事检察院检察长兼） - 郭炳坤 少将（1962年1月—1964年1月，海军政治部副主任兼） - 张秀川 少将（1963年3月—1969年4月，海军政治部主任兼） |

| 中国共产党中国人民解放军海军纪律检查委员会书记 - 卢仁灿（1979年1月—1982年12月，海军副政委兼） - 吴罡（1982年12月—1985年7月，海军副政委兼） - 刘友法 海军中将（1985年10月—1990年4月） - 李世田 海军中将（1990年11月—1992年11月，海军副政委兼） - 佟国荣 海军中将（1992年11月—1994年12月，海军副政委兼） - 冷宽 海军中将（1994年12月—2001年7月，海军副政委兼） - 刘晓江 海军中将（2001年—2008年7月，海军副政委兼） - 范印华 海军中将（2008年7月—2011年8月，海军副政委兼） - 岑旭 海军中将（2011年12月—2012年12月，海军副政委兼） - 王森泰 海军中将（2012年12月—2014年12月，海军副政委兼） | 中国共产党中国人民解放军海军纪律检查委员会副书记 - 张汉丞（1979年1月—1982年12月） - 彭林（1979年1月—1982年12月） - 古尚愚（1980年8月—1988年9月） - 唐天标 海军少将（1990年11月—1992年10月，海军政治部副主任兼） - 冷宽 海军少将（1993年1月—1994年12月，海军政治部副主任兼） - 何林忠 海军少将（1993年9月—1994年6月，海军副参谋长兼） - 徐振忠 海军少将（1994年6月—1995年1月，海军副参谋长兼） - 么兴远 海军少将（1995年1月—1996年12月，海军副参谋长兼） - 陈先锋 海军少将（1995年1月—？，海军政治部副主任兼） - 王玉成 海军少将（1997年1月—？，海军副参谋长兼） …… |

| 中国人民解放军海军纪律检查委员会书记 - 陈学斌 海军少将（2015年12月—2018年3月） | 中国人民解放军海军纪律检查委员会副书记 - 辛崇东 海军少将（2016年—2018年3月） - 管建国 海军少将（2016年—2018年3月，海军副参谋长兼） - 夏平 海军少将（2016年—2018年3月，海军政治工作部副主任兼） - 毕正 海军少将（2016年—2018年3月，海军后勤部副部长兼） - 魏钢 海军少将（2016年—2018年3月，海军装备部副部长兼） |

| 中国人民解放军海军纪律检查委员会书记（监察委员会主任） - 陈学斌 海军少将（2018年3月—） | 中国人民解放军海军纪律检查委员会副书记（监察委员会副主任） - 辛崇东 海军少将（2018年3月—） - 管建国 海军少将（2018年3月—，海军副参谋长兼） - 夏平 海军少将（2018年3月—，海军政治工作部副主任兼） - 毕正 海军少将（2018年3月—，海军后勤部副部长兼） - 魏钢 海军少将（2018年3月—，海军装备部副部长兼） |